# Königsbronn

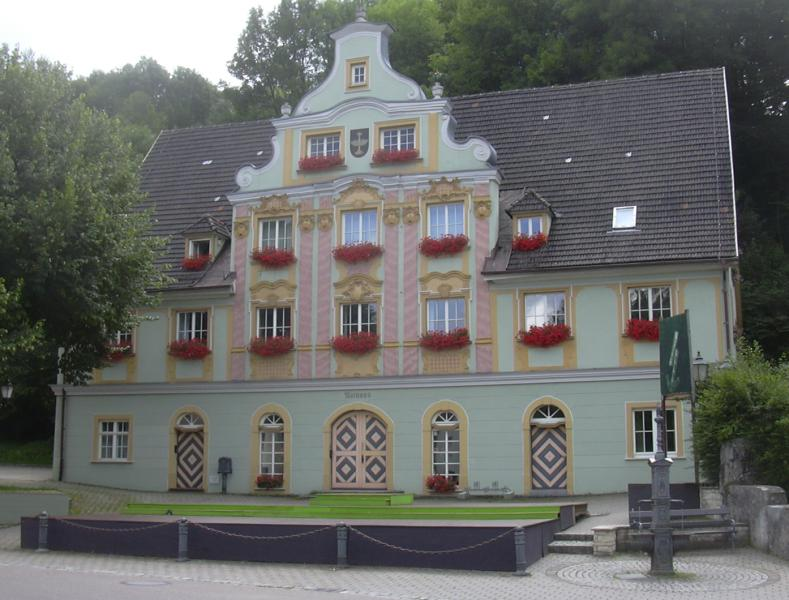
Ratusz w Königsbronn

Königsbronn – miejscowość i gmina w Niemczech, w kraju związkowym Badenia-Wirtembergia, w rejencji Stuttgart, w regionie Ostwürttemberg, w powiecie Heidenheim. Leży w Jurze Szwabskiej, nad rzeką Brenz, ok. 10 km na północ od Heidenheim an der Brenz, przy drodze krajowej B19. Nazwa gminy znaczy tyle, co królewski zdrój (źródło).

## Historia
Pierwsze wzmianki o miejscowości mówią o zamku istniejącym już ok. 1000 roku. Była to podobno siedziba rycerzy rozbójników, dlatego zamek zburzył syn jednego z cesarzy. W roku 1303 na tym miejscu ufundowany został klasztor cysterski (podobno założony na gruzach legendarnego zamku). Wtedy właśnie pojawiła się po raz pierwszy nazwa Königsbronn. Klasztor stał się wkrótce jednym z najznaczniejszych i najzamożniejszych w południowych Niemczech. W roku 1366 cesarz Karol IV nadał klasztorowi przywilej wydobywania i wytapiania żelaza. Wokół klasztoru powstała wówczas górnicza wioska. Tradycje metalurgiczne zainicjowane przez mnichów są kontynuowane po dziś dzień przez najstarszą firmę w tej branży w Niemczech, Schwäbische Hüttenwerke GmbH. Otwarty w roku 1651 wielki piec działał aż po rok 1908.
Klasztor cysterski został zniszczony w roku 1552 w dobie wojen religijnych. Wieś powstała wokół klasztoru stała się protestancka. Pozostała taka pomimo tryumfu Habsburgów w czasie wojny trzydziestoletniej i próbie przywróceniu katolicyzmu na tych ziemiach (1629).
W roku 1765 Königsbronn zostało rozbudowane w stylu późnego baroku. Sto lat później, w roku 1864 doprowadzono do miejscowości linię kolejową.

## Współpraca
Miejscowość partnerska:
- Reißeck, Austria